# Kirton (Lincolnshire)
Pour les articles homonymes, voir Kirton.
Kirton est une paroisse civile et un village du Lincolnshire, en Angleterre.